# Dustin Sylvester
Dustin Sylvester (* 5. Januar 1989 in Kelowna, British Columbia) ist ein ehemaliger kanadischer Eishockeyspieler, der im Verlauf seiner aktiven Karriere zwischen 2005 und 2019 unter anderem über 270 Spiele für die Vienna Capitals und den Dornbirner EC in der österreichischen Erste Bank Eishockey Liga (EBEL) auf der Position des Centers bestritten hat. Darüber hinaus war Sylvester auch für den EHC Freiburg und EC Bad Nauheim in Deutschland aktiv. Sein jüngerer Bruder Cody ist ebenfalls professioneller Eishockeyspieler.

## Karriere

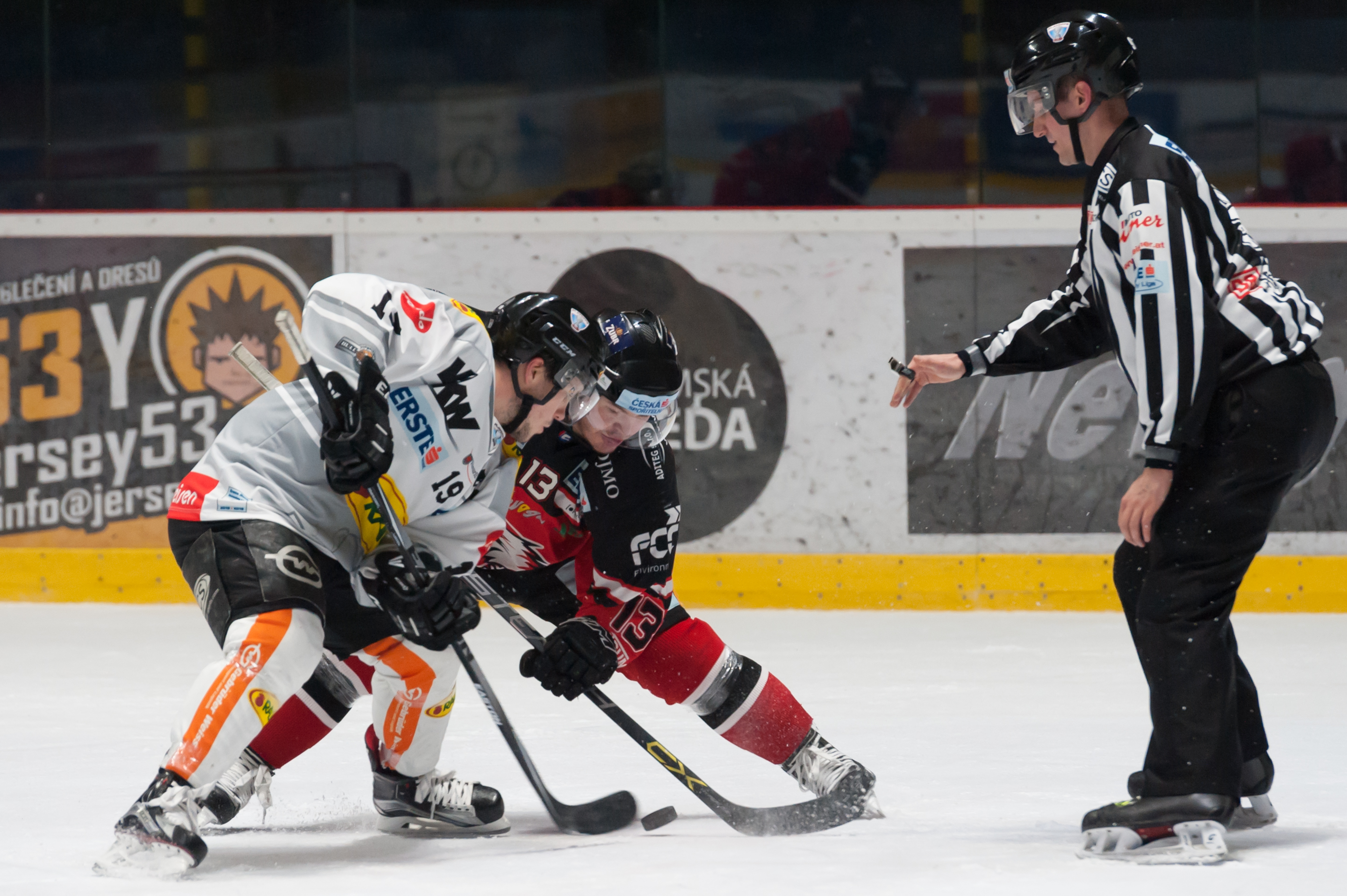
Sylvester (links) im Trikot des Dornbirner EC (2016)

Sylvester spielte in seiner Jugend zwischen 2005 und 2010 bei den Kootenay Ice in der Western Hockey League (WHL). Während seiner Juniorenzeit absolvierte der Stürmer insgesamt 337 Partien für das Team. Im Frühjahr 2010 unterschrieb er einen Probevertrag bei den Lake Erie Monsters aus der American Hockey League (AHL) und lief für sie in drei Spielen auf.
Im Sommer 2010 unterschrieb Sylvester seinen ersten Vertrag bei einem europäischen Verein, und zwar beim EHC Freiburg. Mit 34 Treffern war er in der Hauptrunde der torgefährlichste Spieler der Liga. Nach der Saison kehrte er zu den Abbotsford Heat in die AHL zurück. Dort war er zwei Spielzeiten aktiv. Zur Saison 2013/14 wechselte Sylvester erneut nach Europa zu den Vienna Capitals in die österreichische Erste Bank Eishockey Liga (EBEL) und unterschrieb dort einen Einjahresvertrag. Nach Erreichen des Playoff-Finales verlängerte er um ein Jahr bei den Wienern. Nach zwei Spielzeiten bei den Vienna Capitals wechselte der Kanadier im Sommer 2015 ligaintern zum Dornbirner EC. Für den Klub war der Offensivspieler in den folgenden drei Jahren aktiv.
In der Saison 2018/19 spielte er zusammen mit seinem jüngeren Bruder Cody für den EC Bad Nauheim in der DEL2 und kam dort auf 72 Scorerpunkte. Im April 2019 beendete der 30-Jährige aus familiären Gründen seine Karriere vorzeitig.

### International
Im Juniorenbereich nahm Sylvester mit einer U17-Auswahl der kanadischen Pazifikprovinzen an der World U-17 Hockey Challenge 2006 teil. Mit neuen Scorerpunkten in sechs Spielen war er neben dem punktgleichen Tyler Ennis maßgeblich am Erreichen des vierten Platzes beteiligt.

## Erfolge und Auszeichnungen
- 2010 WHL East Second All-Star Team
- 2011 Bester Torschütze der 2.-Bundesliga-Hauptrunde

## Karrierestatistik

### International
Vertrat Kanada bei:
- World U-17 Hockey Challenge 2006

(Legende zur Spielerstatistik: Sp oder GP = absolvierte Spiele; T oder G = erzielte Tore; V oder A = erzielte Assists; Pkt oder Pts = erzielte Scorerpunkte; SM oder PIM = erhaltene Strafminuten; +/− = Plus/Minus-Bilanz; PP = erzielte Überzahltore; SH = erzielte Unterzahltore; GW = erzielte Siegtore; 1 Play-downs/Relegation; Kursiv: Statistik nicht vollständig)